# 최재훈 (정치인)
최재훈(崔栽熏, 1981년 11월 14일 ~ )은 대한민국의 정치인이다. 제37대 대구광역시 달성군수(2022 ~ , 민선 8기)이다.

## 학력
- 대건고등학교 (졸업)
- 서울대학교 사회과학대학 (사회복지학 / 학사)
- 요크 대학교 대학원 (사회정책학 / 석사)

## 경력
- (재)재훈장학회 이사
- 대아산업 부사장
- 대아하이테크 부사장
- 범안ECO 대표이사
- 달성연탄은행 운영위원
- 국회 윤재옥 의원실 보좌관
- 2014.07 ~ 2018.03: 제7대 대구광역시의회 의원
- 국회 추경호 의원실 보좌관
- 국민의힘 달성군 당협위원회 위원장
- 국민의힘 제20대 대선 달성군 총괄선대위원장
- 국민의힘 대구광역시당 부위원장
- 2022.07 ~ : 제37대 민선 8기 대구광역시 달성군수

## 전과
- 도로교통법위반(음주운전): 벌금 200만원 - 2012년 11월 23일 선고[1]

## 역대 선거 결과
|  | 0% |

|  | 69.34% |